# ミラード郡 (ユタ州)
ミラード郡（英: Millard County）は、アメリカ合衆国ユタ州の西部中央に位置する郡である。2010年国勢調査での人口は12,503人であり、2000年の12,405人から0.8%増加した。郡庁所在地はフィルモア（人口2,435人）であり、同郡で人口最大の都市はデルタである（人口3,436人。1852年に設立され、郡名は第13代アメリカ合衆国大統領ミラード・フィルモアに因んで名付けられた。

## 地理
アメリカ合衆国国勢調査局に拠れば、郡域全面積は6,828平方マイル (17,684 km2)であり、このうち陸地は6,589平方マイル (17,066 km2)、水域は239平方マイル (620 km2)で水域率は3.50％である。セビア砂漠が郡内領域の大半を占めており、古代（更新世）のボンネビル湖の湖底である。郡の中央近くにセビア湖があり、ボンネビル湖のほとんど干上がった名残となっている。地域の縁には山脈があって美しい樹木で覆われており、低地の砂漠と対照をなしている。郡の東側境界となっている特にパーバント山脈には美しい森がある。その麓にはフィルモアなど農業を営む町がある。この盆地の中央を流れるセビア川の岸から数マイルにデルタの町がある。

### 隣接する郡
- ジューアブ郡 - 北
- サンピート郡 - 東中央
- セビア郡 - 東
- ビーバー郡 - 南
- リンカーン郡 (ネバダ州) - 南西
- ホワイトパイン郡 (ネバダ州) - 西

### 国立保護地域

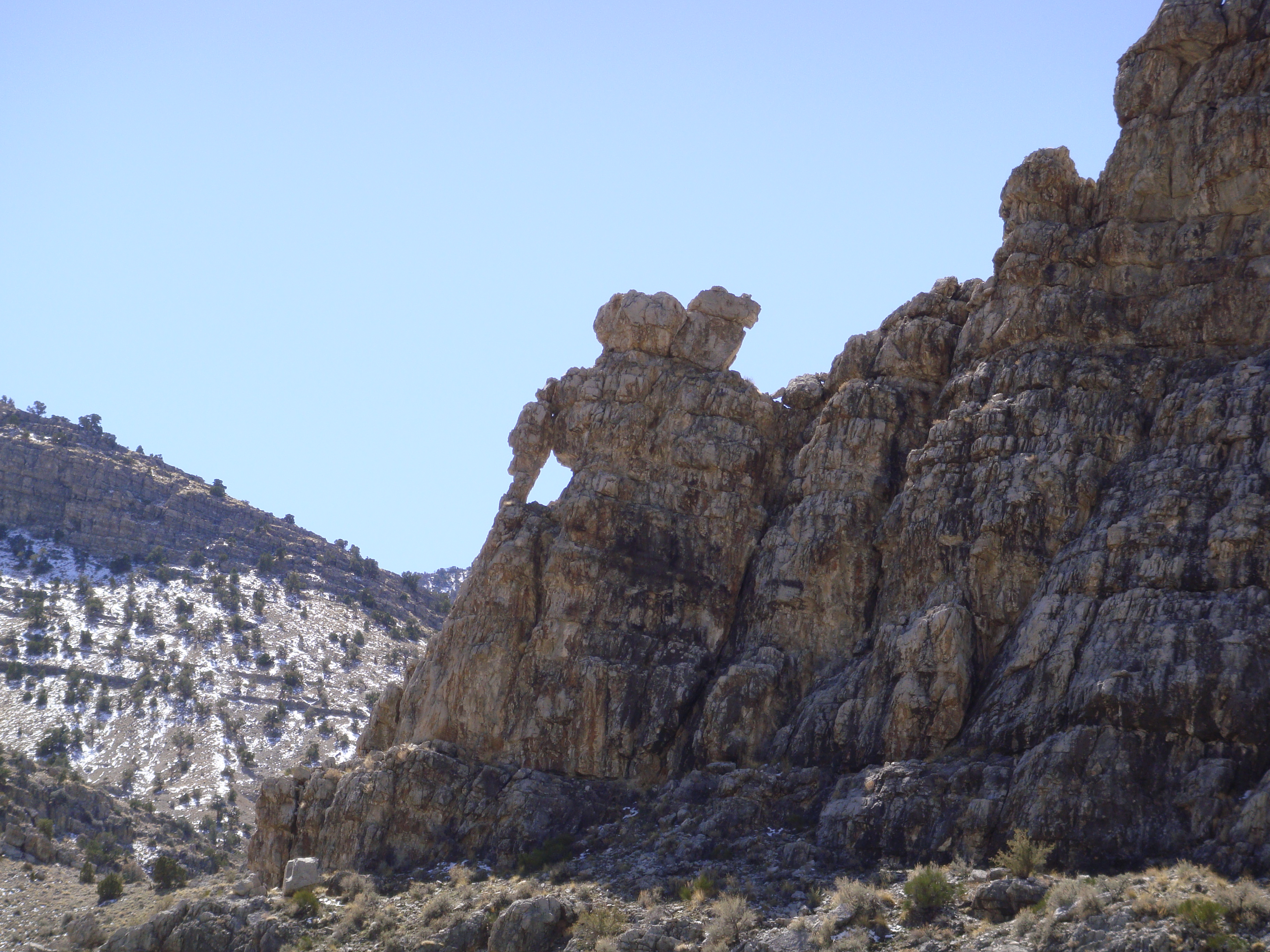
象の岩

- フィッシュレイク国立の森（部分）

## 人口動態
以下は2000年国勢調査による人口統計データである。
| 基礎データ - 人口: 12,405人 - 世帯数: 3,840 世帯 - 家族数: 3,091 家族 - 人口密度: 1人/km2（2人/mi2） - 住居数: 4,522軒 - 住居密度: 0軒/km5（1軒/mi2） 人種別人口構成 - 白人: 93.94% - アフリカン・アメリカン: 0.10% - ネイティブ・アメリカン: 1.31% - アジア人: 0.48% - 太平洋諸島系: 0.20% - その他の人種: 2.76% - 混血: 1.21% - ヒスパニック・ラテン系: 7.18% 年齢別人口構成 - 18歳未満: 37.3% - 18-24歳: 8.0% - 25-44歳: 22.9% - 45-64歳: 19.4% - 65歳以上: 12.3% - 年齢の中央値: 30歳 - 性比（女性100人あたり男性の人口） - 総人口: 104.9 - 18歳以上: 101.9 | 世帯と家族（対世帯数） - 18歳未満の子供がいる: 46.1% - 結婚・同居している夫婦: 70.6% - 未婚・離婚・死別女性が世帯主: 7.1% - 非家族世帯: 19.5% - 単身世帯: 18.3% - 65歳以上の老人1人暮らし: 10.1% - 平均構成人数 - 世帯: 3.19人 - 家族: 3.66人 収入と家計 - 収入の中央値 - 世帯: 36,178米ドル - 家族: 41,797米ドル - 性別 - 男性: 36,989米ドル - 女性: 20,168米ドル - 人口1人あたり収入: 13,408米ドル - 貧困線以下 - 対人口: 13.1% - 対家族数: 9.4% - 18歳未満: 17.2% - 65歳以上: 7.2% |

## 経済
ミラード郡は投資と新事業を奨励している。ミラード郡経済の1要素として化石の発掘がある。三葉虫の化石がデルタの西地域で比較的多く出土する。ここは中期カンブリア紀のウィーラー・シェイルの一部である。
ミラード郡経済の15％は農業から上げられている。
ウィラード郡は藁葺きの家であるアースシップなど環境に優しく維持可能な家屋を建設するのを容易にしようと務めている。

## 日本人収容所

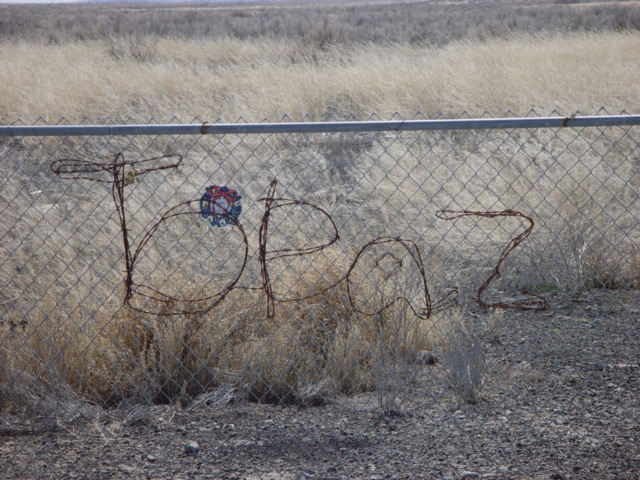
トパーズ強制収容所

トパーズ戦争移住センターは第二次世界大戦時の日本人強制収容所であり、敷地面積は19,800エーカー (80 km²)、デルタの西15マイル (24 km) にある。この場所は公開されており、北西隅に記念碑がある。アメリカ合衆国国定歴史建造物およびアメリカ合衆国国家歴史登録財に登録されている。

## 都市と町

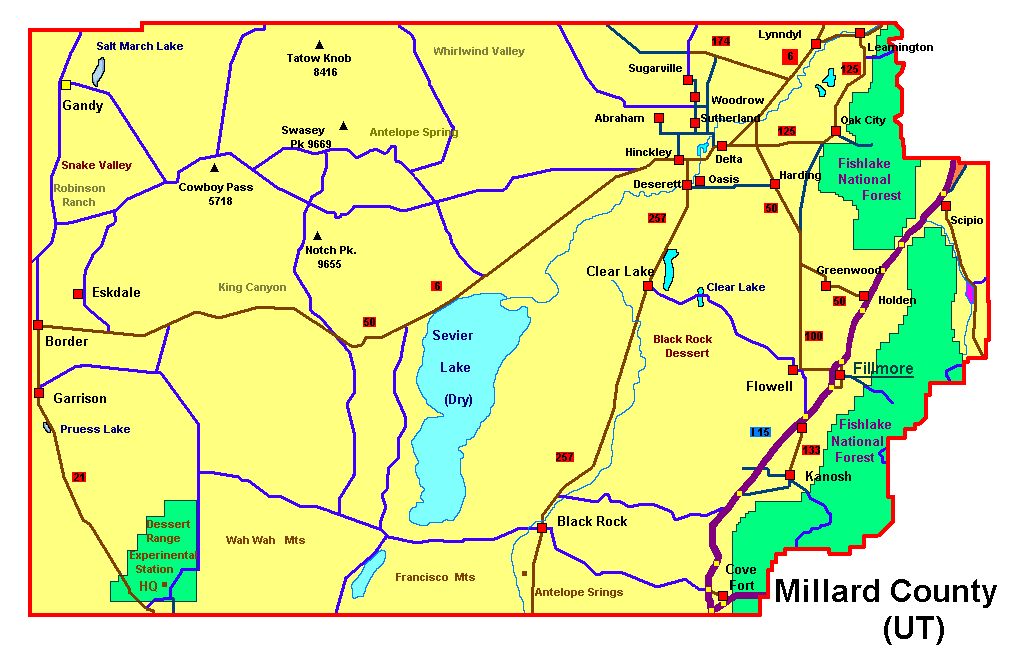
郡の地図

- デルタ
- フィルモア - 郡庁所在地
- エスクデール
- ボーダー
- ガンディ
- ガリソン
- ヒンクレー
- ホールデン
- カノシュ
- リーミントン
- リンディル
- メドウ
- オークシティ
- オアシス
- シピオ
- デザレット[5] - 人口は100人に満たないが夏の間は季節労働者が滞在するので900人にもなる。セビア砂漠のメキシコ系社会の中心になっている。